# Clematis cirrhosa
Espèce
Classification phylogénétique

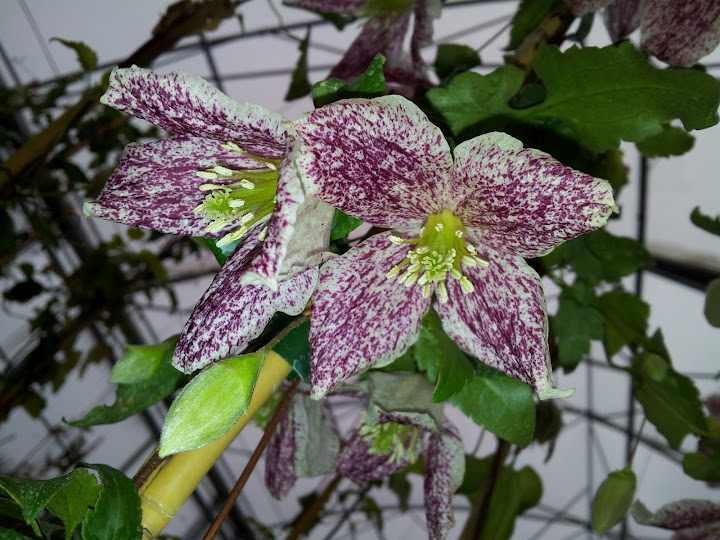
Clématite Cirrhosa freckles.

Clematis cirrhosa est une espèce de plante grimpante de la famille des Ranunculaceae et originaire d'Europe. Son feuillage est persistant, teinté de bronze au revers. Elle est aussi nommée la clématite de Noël.

## Caractéristiques

### Floraison
Sa floraison étant précoce (février-mars), elle fait partie du groupe 1. Les fleurs mesurent de 3 à 6 cm de long, solitaires ou parfois réunies en bouquets. Elles sont de couleur crème, parfois ponctuées de rouge.

Les fruits plumeux sont décoratifs.

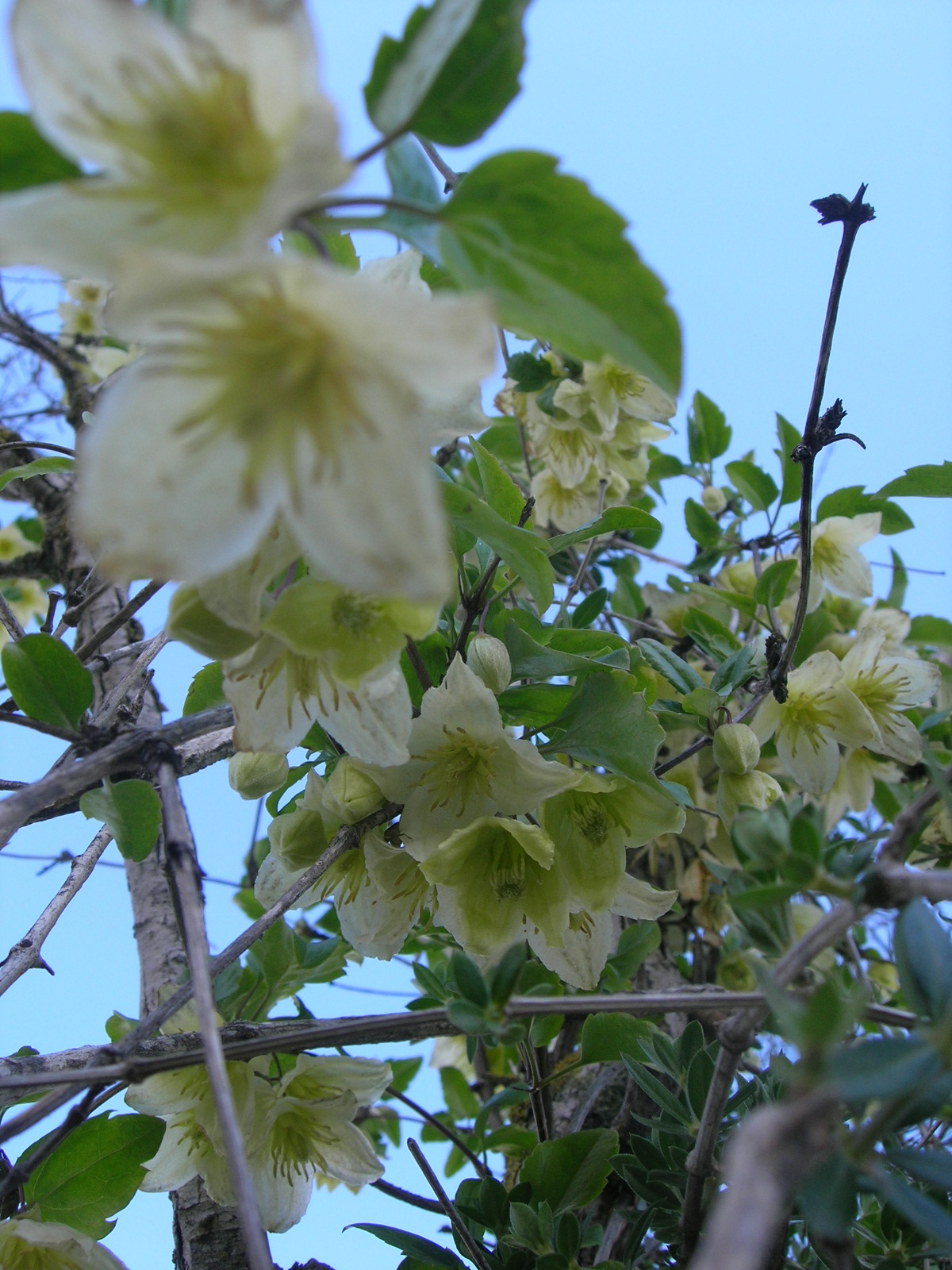
Clematis cirrhosa.
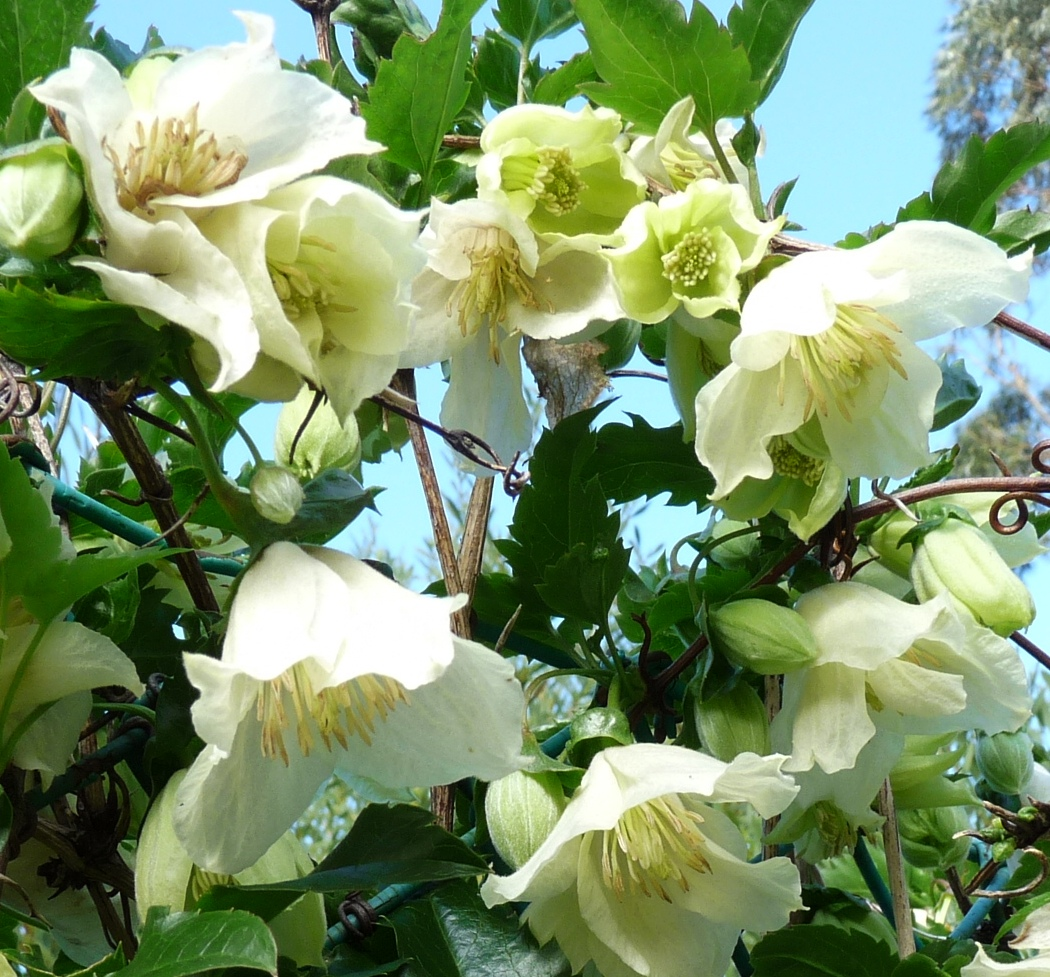
Clematis cirrhosa.
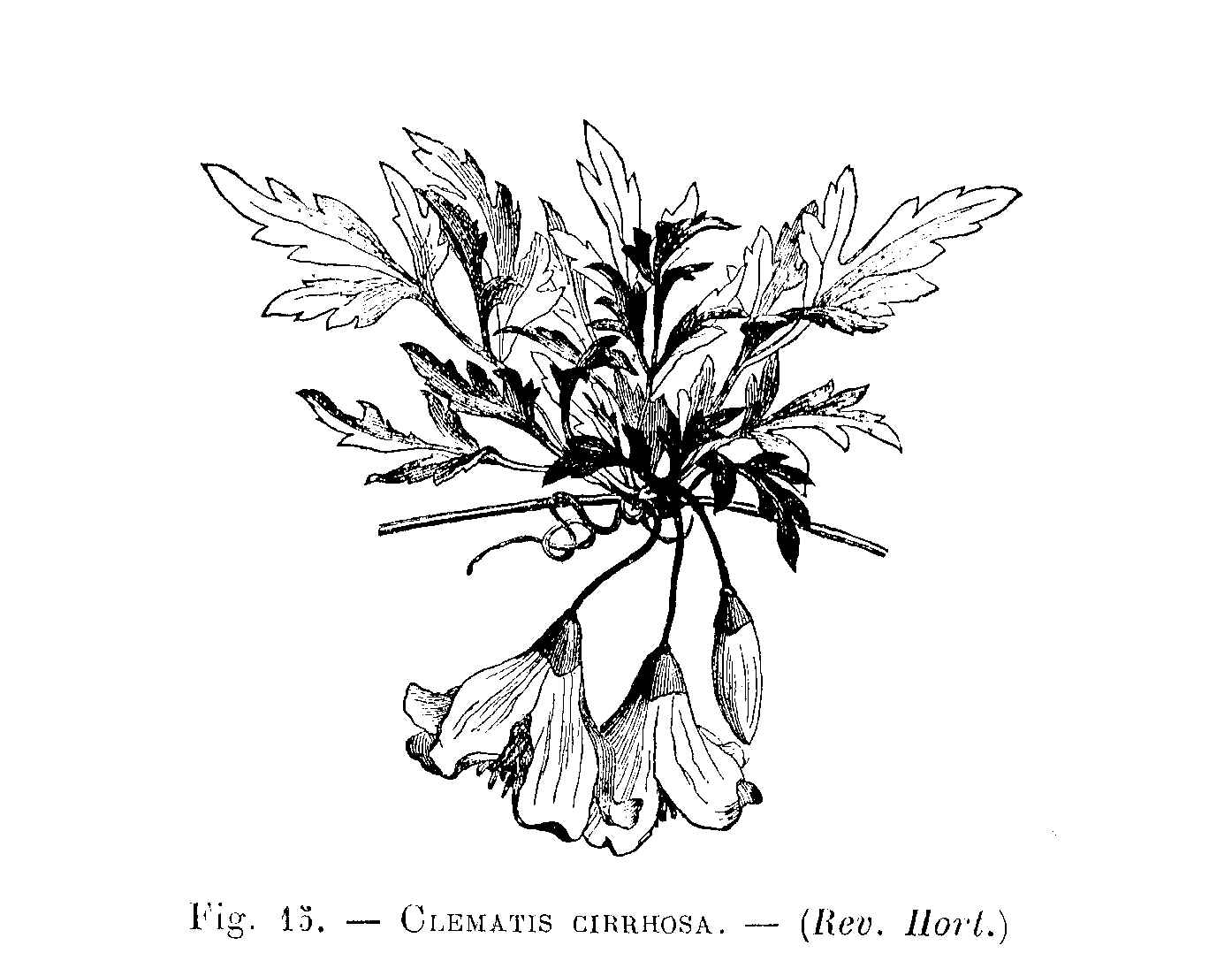
Clematis cirrhosa (Dessin).
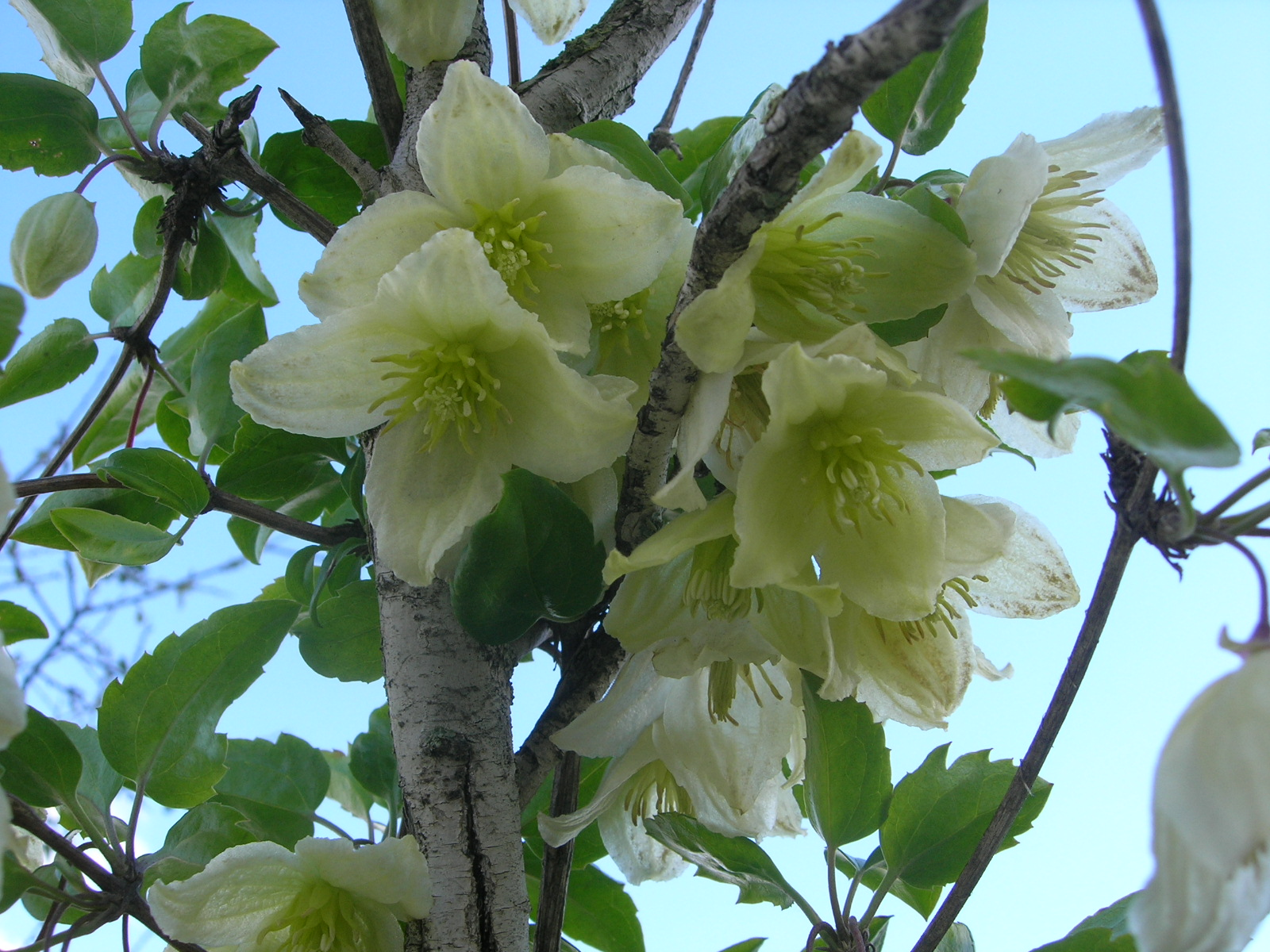
Clematis cirrhosa.

### Taille
2,50 m à 3 m de haut pour 1,50 m de diamètre.

Elle est moyennement rustique.

## Variétés
On peut trouver la variété Clematis cirrhosa var. balearica originaire des Baléares, aux fleurs crème ponctuées de brun-rougeâtre et le cultivar Clematis cirrhosa 'Freckles', à fleurs rose crème mouchetées de rouge à l'intérieur.

## Sous-espèces
- Clematis cirrhosa var. balearica (îles Baléares)

### Synonymes
- Atragene balearica Pers.
- Atragene cirrhosa Pers.
- Cheiropsis balearica Bercht. & J.Presl
- Cheiropsis cirrhosa Bercht. & J.Presl
- Cheiropsis elegans Spach
- Cheiropsis semitriloba Bercht. & J.Presl
- Clematis balearica Rich.
- Clematis calycina Aiton
- Clematis laeta Salisb.
- Clematis pedicellata (DC.) Sweet
- Clematis semitriloba Lag.